# جزيرة كانتون
جزيرة الكانتون (L'Isöa do Canton) هي بلدية في المدينة الحضرية لجنوة في منطقة ليغوريا الإيطالية، وتقع على بعد حوالي 25 كيلومتر (16 ميل) شمال جنوة.
تحد بلدية جزيرة الكانتون البلديات التالية: أركواتا سكرفيا، بوسالا، غافي، غرونينا، مونجياردينو ليغوري، روكافورت ليغوري، رونكو سكرفيا، فوبيا، فولتاجيو (AL).